# Margaret Hasluck
Margaret Masson Hardie Hasluck (ur. 18 czerwca 1885 w Elginie, zm. 18 października 1948 w Dublinie) – szkocka lingwistka, archeolożka, geograf i albanolog.

## Życiorys
W 1907 ukończyła studia na uniwersytecie w Aberdeen. Naukę kontynuowała w Cambridge, kończąc studia z wyróżnieniem w 1911. Mimo to nie uzyskała dyplomu, gdyż Uniwersytet Cambridge do 1948 nie nadawał kobietom stopni naukowych.
Po ukończeniu studiów wyjechała do British School w Atenach, gdzie zajmowała się postacią Pisidiana Antiocha i publikowała pierwsze swoje prace naukowe. Po ślubie z dyrektorem British School – Frederickiem Williamem Hasluckiem wraz z nim udała się w podróż poślubną po Bałkanach. Małżeństwo z Frederickiem nie trwało długo – w 1920 zachorował na gruźlicę i zmarł cztery lata później w Szwajcarii. Margaret wyjechała do Anglii i tam wydawała dzieła swojego zmarłego męża.
W latach 20. przyjechała do Albanii i zamieszkała w Elbasanie. W tym czasie prowadziła badania antropologiczne na obszarze Albanii i Macedonii. Była też autorką pierwszego podręcznika gramatyki języka albańskiego w języku angielskim.
W kwietniu 1939, po inwazji włoskiej na Albanię, Margaret Hasluck jako współpracowniczka wywiadu brytyjskiego została zmuszona do opuszczenia kraju. Wyjechała do Aten, a w 1940 do Stambułu. W tym czasie pełniła funkcję doradcy rządu brytyjskiego d.s. albańskich. Współpraca z SOE została uhonorowana przyznaniem Hasluck w 1944 Orderu Imperium Brytyjskiego V klasy (MBE). Koniec wojny zastał ją w Kairze, gdzie zdiagnozowano u niej białaczkę. Ostatnie miesiące życia spędziła w Dublinie, gdzie zmarła w 1948. Pochowano ją w grobowcu rodzinnym w Moray.
W czerwcu 2010 dom w Elbasanie, w którym mieszkała Hasluck został zamieniony w Dom Nadziei (alb. Shtëpia e Shpresës) dla dzieci osieroconych, a ona sama otrzymała tytuł Honorowej Obywatelki Elbasanu.
Dorobek naukowy Margaret Hasluck obejmuje prace z zakresu archeologii, językoznawstwa i antropologii. Pośmiertnie, w 1954 wydano jej najbardziej znane dzieło poświęcone albańskiemu prawu zwyczajowemu.

## Dzieła
- 1912: The Shrine of Men Askaenos at Pisidian Antioch
- 1912–1913: Dionysos at Smyrna
- 1923: The Significance of Greek Personal Names
- 1924: Christian Survivals among Certain Moslem Subjects of Greece
- 1925: The Nonconformist Moslems of Albania
- 1926: A Lucky Spell from a Greek Island
- 1930: Traditional Games of the Turks
- 1932: Këndime Englisht-Shqip or Albanian-English Reader: Sixteen Albanian Folk-Stories Collected and Translated, with Two Grammars and Vocabularies
- 1936: The Archaeological History of Lake Ostrovo in West Macedonia
- 1938: The Gypsies of Albania
- 1939: Couvade in Albania
- 1949: Oedipus Rex in Albania
- 1954: The unwritten law in Albania